# کوناژوو (شهرستان گولنگوف)
کوناژوو (به لهستانی:  Konarzewo) یک روستا در لهستان است که در گمینا نوووگارد واقع شده‌است.